# 墨西哥壁畫運動

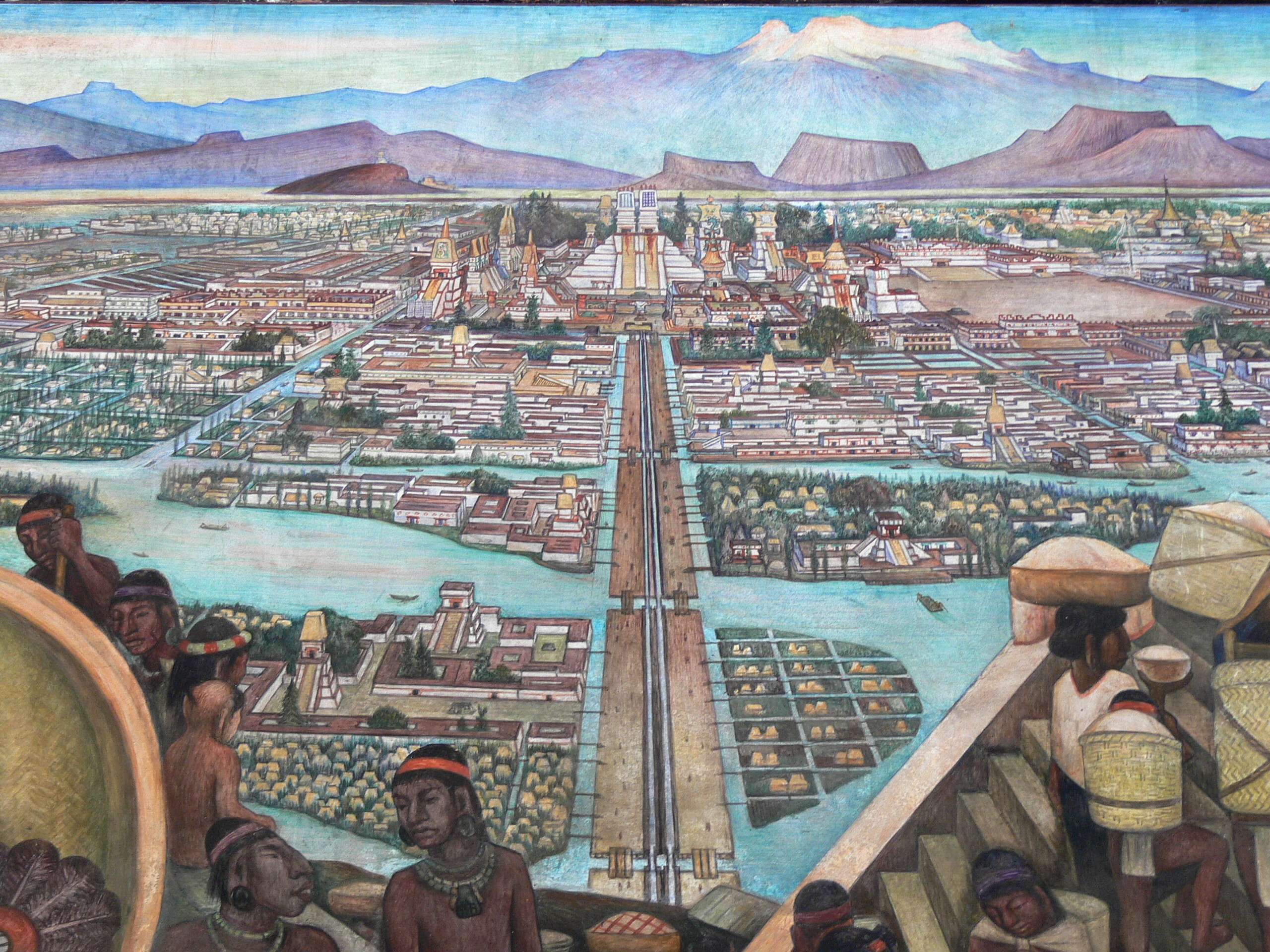
迭戈·里韋拉的壁畫作品中呈現前哥倫布時期的阿茲提克古文明城鎮特諾奇提特蘭。現存於墨西哥城內的國家宫

墨西哥壁畫運動（西班牙語：Muralismo mexicano）是1920年代開始推廣的壁畫藝術。為了促使墨西哥人民從墨西哥革命的烽火中重建秩序，這類作品多數皆具有社會教育意義與政治色彩。統領這項藝術的是「壁畫三傑」-迭戈·里韋拉，何塞·克萊門特·奧羅斯科與大衛·阿爾法羅·西凱羅斯。其運動的時間約為半個世紀、橫跨1920年代至大約1970年代間。在期間內藝術家在墨西哥的公共建築上繪製充滿民族主義、社會與政治色彩的壁畫作品，不只在當地、在部分的美國地區也地掀起了這項持續至今的潮流。墨西哥壁畫藝術亦是美國Chicano文化的靈感來源。

## 起源與變遷

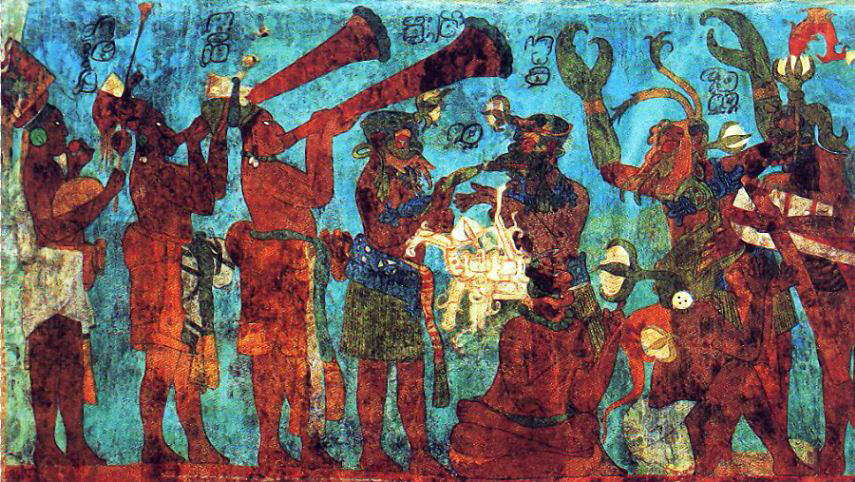
波南帕克城鎮裡的壁畫

墨西哥人繪製壁畫的傳統最早可追溯至奥爾梅克文明被西班牙殖民前後這段時間。期間內這些壁畫主要是用來傳播福音與讓基督教的教義深根柢固。而現代充滿社會與政治色彩的墨西哥壁畫則根源於19世紀。
最早在墨西哥壁畫藝術中融入哲學思想的是19世紀中葉的畫家胡安·科爾德羅。從他在古聖德蕾莎教堂裡的繪製拱頂與諸多其他的教堂壁畫作品中可以看出他主要的作品以較具有宗教色彩的為居多。但他也曾接受過像加維諾巴雷達這種在國民中等教育預備學校繪製壁畫的民間委託（已在翻修過程中遺失）。

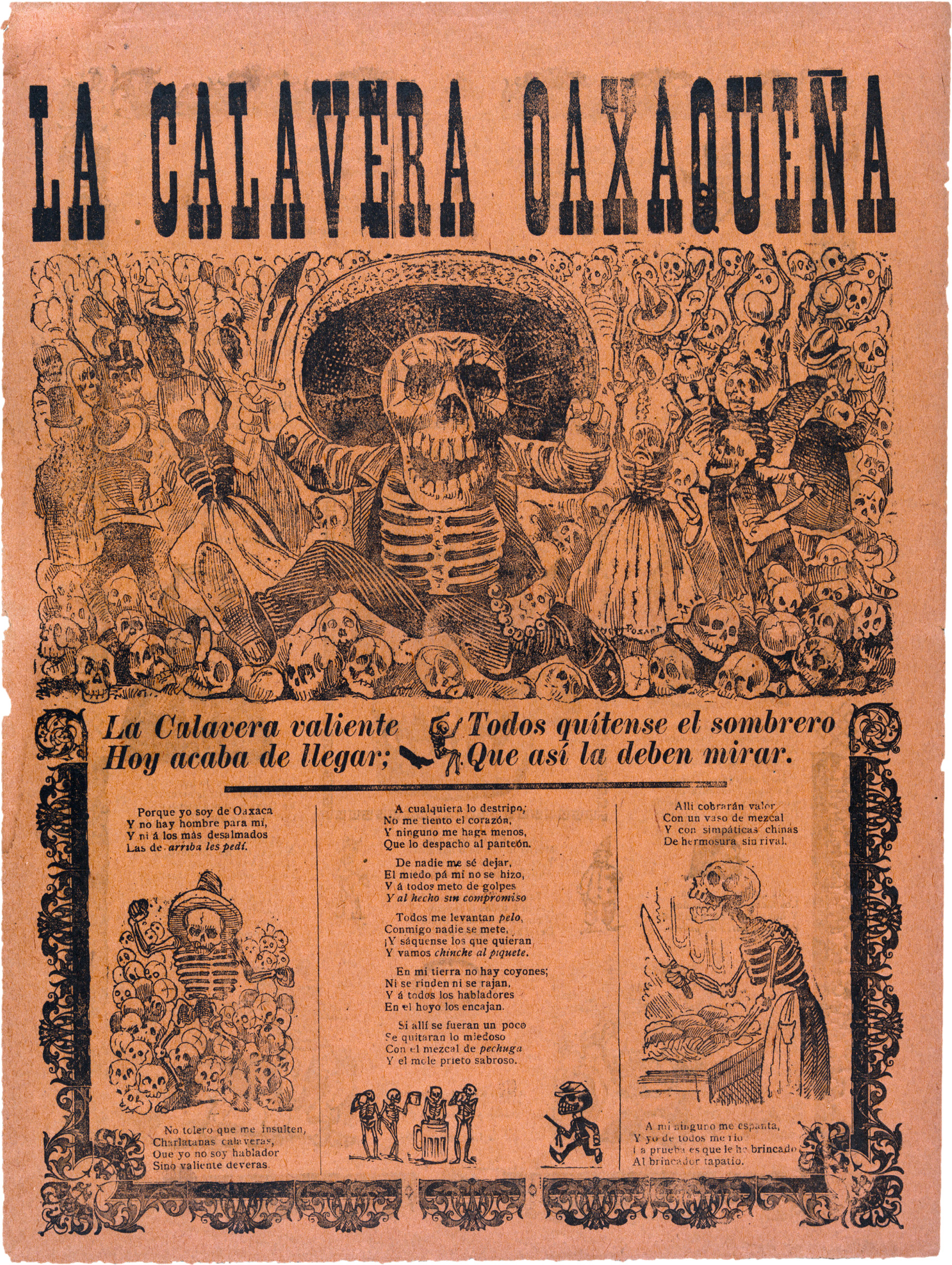
1903年何塞•瓜達盧佩•波薩達繪製的大幅報紙

19世紀後期的墨西哥主要受波费里奥·迪亚斯政權的控制。執政期間內雖然多次贊助聖卡羅斯學院與分派等具有潛力的藝術家們前往海外研修，但此推廣國家文化發展的政測也引來詬病，與是否漠視了本地的文化與人民的疑慮。此時領先挺身而出的是現代墨西哥壁畫家赫拉爾多·穆里略，Dr. Atl，他提昌墨西哥壁畫需要反映墨西哥當地風俗民情，並認為政府的方針與學院裡制式化的教育只會讓模仿歐洲藝術的風氣更加盛行。在獲得共鳴後，他遂與其他早期的壁畫家們聯合向迪亞斯政權施壓，訴求政府能允許他們在公共建築物上繪製跳脫此等拘泥思想的壁畫。他也特別挑選了一系列配色並邀請本地的藝術家使用其進行創作並舉辦了獨立的展覽來推廣本地特色、國家主義。這一系列配色也常出現後期的壁畫作品之中。第一件現代壁畫作品即是由穆里略使用自己在墨西哥革命前研發出來的一種顏料「Atlcolor」創作的一系列裸女圖。他也間接影響到了迪亚斯政權後期善於模仿歐式風格並創造社會與政治批判意涵漫畫的年輕藝術家-何塞•瓜達盧佩•波薩達的做品。
墨西哥革命本身即是人民階層與政治層級人物反對波费里奥·迪亚斯之政策的高峰期。其中一個重要的反對團體是由安東尼奧·庫羅，阿夆索·雷耶斯和何塞·巴斯孔塞羅斯等高等知識分子所組織的，他們提昌民粹主義的時間與理念剛好與穆里略所興起的社會與政治評論運動重疊並影響了下個世代的壁畫家如迭戈·里韋拉，何塞·克萊門特·奧羅斯科與大衛·阿爾法羅·西凱羅斯。
反對派的聲音隨著墨西哥革命的進行越顯壯大，並在短短的一年內即推翻了迪亚斯的政權。但接續在這之後的是近乎十載的派系鬥爭。期間內領導政府不斷的隨著一次接著一次的暗殺事件的更迭如弗朗西斯科·馬德羅一世即在1911年擔任第33任墨西哥總統後兩年即被暗殺。為派系鬥爭落下謝幕的是阿尔瓦罗·奥夫雷贡所規劃的一黨獨大政治體系，並成了後來的革命制度黨（PRI）。革命期間穆里略支持卡倫紮的派系並推廣我們今日所知的「壁畫三傑」里韋拉，奧羅斯科和西凱羅斯的作品。到1921墨西哥革命結束前穆里略也不曾停止創作壁畫與教育下一世代的墨西哥的藝術家與壁畫家。

## 壁畫運動的推動

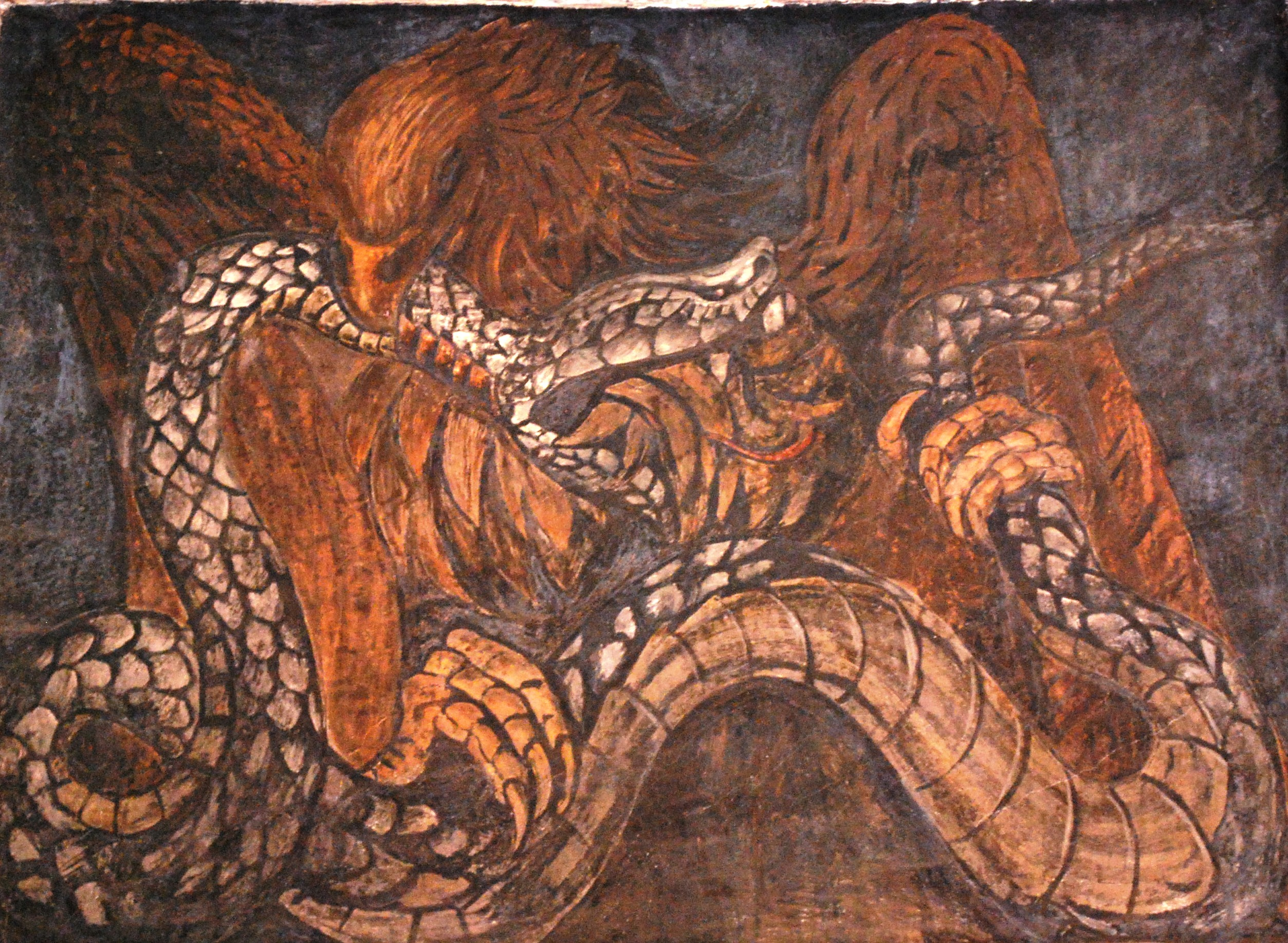
約翰·夏洛特繪製在聖方索學院的作品《鷹與蛇》

1921年墨西哥革命剛結束後，奥夫雷贡任命何塞·巴斯孔塞洛斯擔任公共教育部长一職:134。在那個多數墨西哥人民的識字率普遍性地低落的年代，政府需要一個可以推廣墨西哥革命的核心理想的方法，這時巴斯孔塞羅斯提出了一項由政府出資繪製壁畫的計畫被採用了。他計畫中的壁畫與被西班牙殖民前後這段時間的壁畫性質相似，他們不單單只具有美術價值，而更充滿了社會教育意義與統治階層所推崇的理想。而這些壁畫蘊藏的意義或理想大多是為了光耀墨西哥革命並藉由同時推崇本地人與西班牙人的地位強化全體墨西哥人對這「一個歐印混合的國家」產生認同感。於是政府開始雇用全國最優異的藝術家們來繪製壁畫，甚至將一些已經定居歐洲的墨西哥裔畫家如迭戈·里韋拉召回。最初參與這項計畫的藝術家包括穆里略，拉蒙·阿爾瓦·德拉卡樓與費德里科·坎圖，而領導人物則是里韋拉，奧羅斯科和西凱羅斯三人。雖然他擔任秘書長的期間短暫，但卻為未來墨西哥壁畫運動的發展奠定基石。巴斯孔塞羅的後繼者曾在1921年委託羅伯托·蒙特内格羅使用蛋彩為他繪製壁畫，但不久後就因保養不善而隨時間風化損毀。雖然壁畫家們的作品因其畫風與個人性格而異，但他們都肯定藝術的教育意義，跟其能增進民眾素質的功能，這是由技工、畫家、雕塑家所組成的聯合組織在接受並參與這項計畫前就達成的共識。

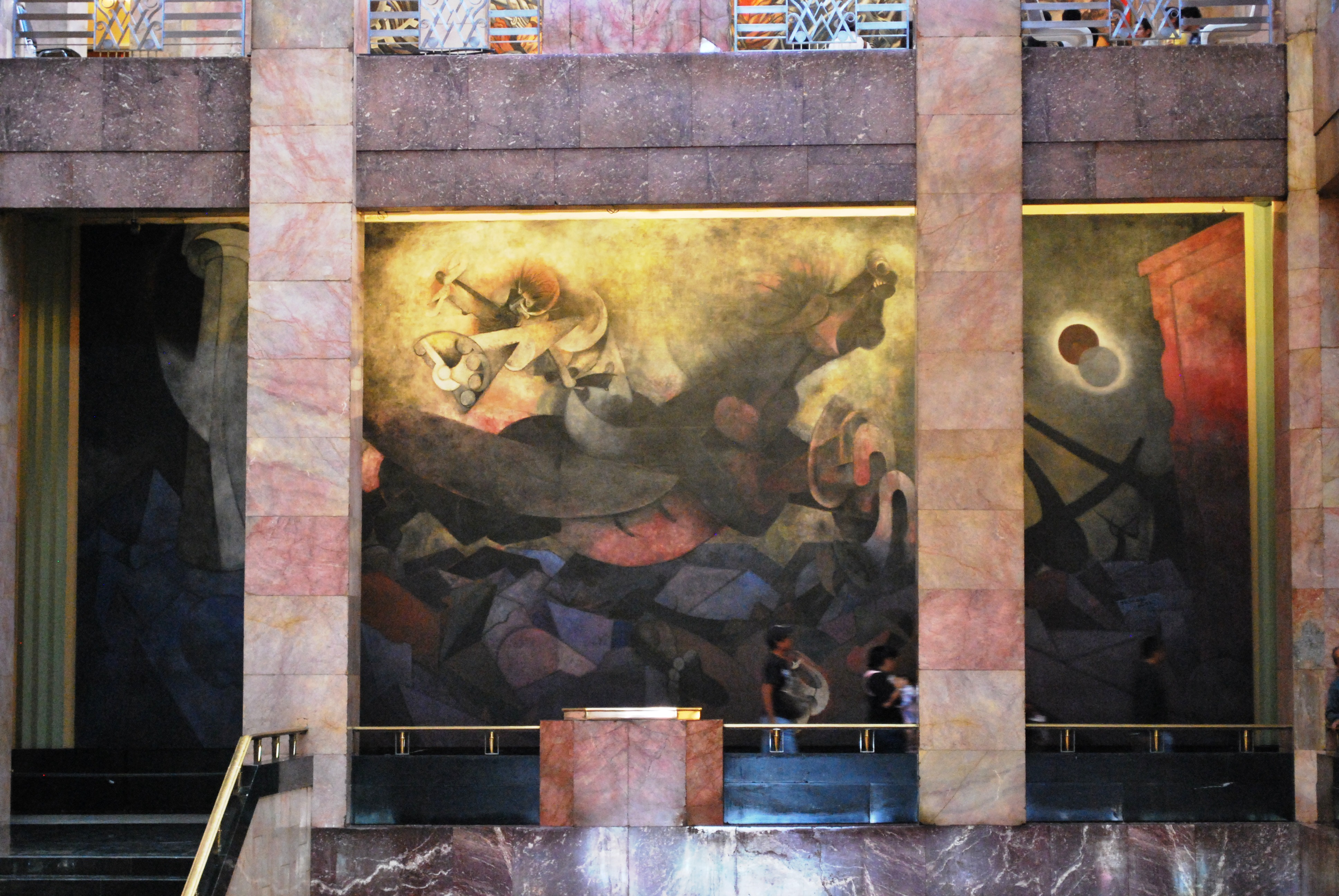
由魯菲諾・塔馬約所繪製在藝術宮內的壁畫

第一項由政府資助的壁畫計畫是要繪製現今舊基督教教學機構-聖方索學院（當時是國民高等預備學校）內共三層樓的內牆，然而這整棟建築物中的壁畫作品主要皆為何塞·克萊門特·奧羅斯科一個人獨力完成的。他在作品中描繪了印歐混合的墨西哥，革命過程的辛酸血淚與革命後一同重建家國的理想;費爾南多·萊亞爾則在1922年後繪製了《查爾馬的舞者》"Los danzantes de Chalma" 面對這面壁畫的是由受萊亞爾之邀請的約翰·夏洛特所繪製的《被征服的特諾奇提特蘭城》"La conquista de Tenochtitlán"。

### 國民高等預備學校之後的壁畫運動
接續在國民高等預備學校之後的壁畫計畫有國家宮內、藝術宮內、查平戈大學、墨西哥醫學學院、公共教育部等多數建築物內的牆面繪製。

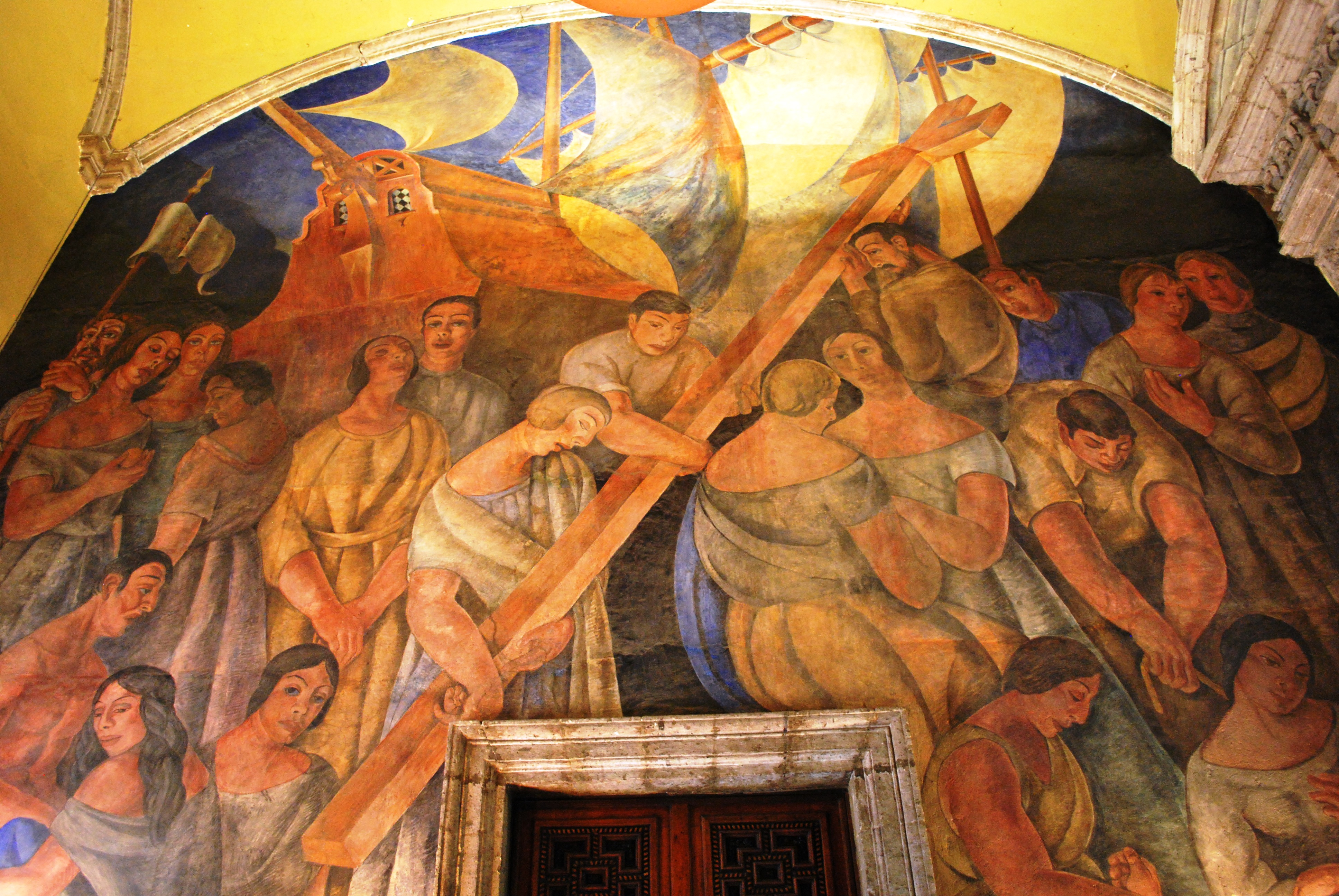
拉蒙·阿爾瓦·德拉卡樓在聖伊爾德豐索大學所繪製的壁畫

隨著墨西哥從一個文盲率偏高的未開發國家至一工業化國家的蛻變過程，這項運動呼應般地在1920年代至1950年代達到巔峰。縱使現在看來墨西哥的壁畫已嚴然成為了墨西哥的代表特色，這項藝術也曾成一度引發爭議，特別是那些充滿社會主義又被繪製在具有幾百年年歲的殖民建築物上的作品，更是成了眾矢之的。革命後期墨西哥藝術之所以興起的根本原因來自人們普遍認為藝術需要融入生活之中，使大家都能容易接觸到的觀念，更重要的是藝術不能是為少數富有的收藏家所能占有的，在這一點上藝術家與政府雙方也達成了共識。墨西哥革命這場社會動亂的背景與相對較富有的中產階層人口流失剛好滿足了能使這種藝術的盛行的最佳條件。藝術家與政府所取得的共識也包括讓藝術家對自己創作的內容能擁有完全的自由，這也為壁畫在這之後發展的過程中可以增添新元素的空間。除了原本重建家國、提升墨西哥人對於自己本土意識與身分的認同的思想之外許多包括「壁畫三傑」在內的壁畫家常常也在自己的作品中加入馬克思主義，像是工人階級受到的壓迫而掙扎的題材就常常被拿來當作題材。

## 相關畫家
- 費迪南·萊亞爾

## 延伸閱讀
- Anreus, Robin Adèle Greeley, and Leonard Folgarait, eds. Mexican Muralism: A Critical History. Berkeley and Los Angeles: University of California Press 2012.
- Campbell, Bruce. Mexican Murals in Times of Crisis. Tucson: University of Arizona Press 2003.
- Charlot, Jean. The Mexican Mural Renaissance, 1920-1925. New Haven: Yale University Press 1967.
- Coffey, Mary. How a Revolutionary Art Became Official Culture: Murals, Museums, and the Mexican State. Durham: Duke University Press 2012.
- Elliott, Ingrid. "Visual Arts: 1910-37, The Revolutionary Tradition." Encyclopedia of Mexico. Chicago: Fitzroy Dearborn 1997, pp. 1576-1584.
- Folgarait, Leonard. Mural Painting and Social Revolution in Mexico, 1920-1940. Cambridge: Cambridge University Press 1998.
- Good, Carl and John V. Waldron, eds. The Effects of the Nation: Mexican Art in an Age of Globalization. Philadelphia: Temple University Press 2001.
- Hurlburt, Laurance P. The Mexican Muralists in the United States. Albuquerque: University of New Mexico Press
- Indych-López, Anna. Muralism Without Walls: Rivera, Orozco, and Siqueiros in the United States, 1927-1940. Pittsburgh: University of Pittsburgh Press 2009.
- Lee, Anthony. Painting on the Left: Diego Rivera, Radical Politics, and San Francisco's Public Murals. Berkeley and Los Angeles: University of California Press 1999.
- Rodríguez, Antonio. A History of Mexican Mural Painting. London: Thames & Hudson 1969.
- Rochfort, Desmond.Mexican Muralists. San Francisco: Chronicle Books 1993.
- Wechsler, James. "Beyond the Border: The Mexican Mural Movement's Reception in Soviet Russia and the United States." in Luis Martín Lozano, ed. Mexican Modern Art: 1900-1930. Ottawa: National Gallery of Canada 1999.